# Jules Valton
Jules Valton (Courson-les-Carrières, 11 de maio de 1867 — Paris, 6 de agosto de 1941) foi um velejador francês, medalhista olímpico. Ele competiu nas provas de classe ½ – 1 Ton realizadas nos Jogos Olímpicos de Verão de 1900, conquistou a medalha de prata na primeira corrida e a medalha de bronze na segunda corrida disputada a bordo do Crabe-II ao lado de Félix Marcotte, William Martin, Jacques Baudrier e Jean Le Bret.